# Székelyhíd
Székelyhíd (románul Săcueni, németül Zickelhid, törökül Sikelhid) határmenti város a romániai Bihar megyében.

## Fekvése
Az Érmelléken, Nagyváradtól 42 km-re északra fekszik. Csokaly, Érköbölkút, Érolaszi, Hegyközszentmiklós és Nagykágya tartozik hozzá.

## Története

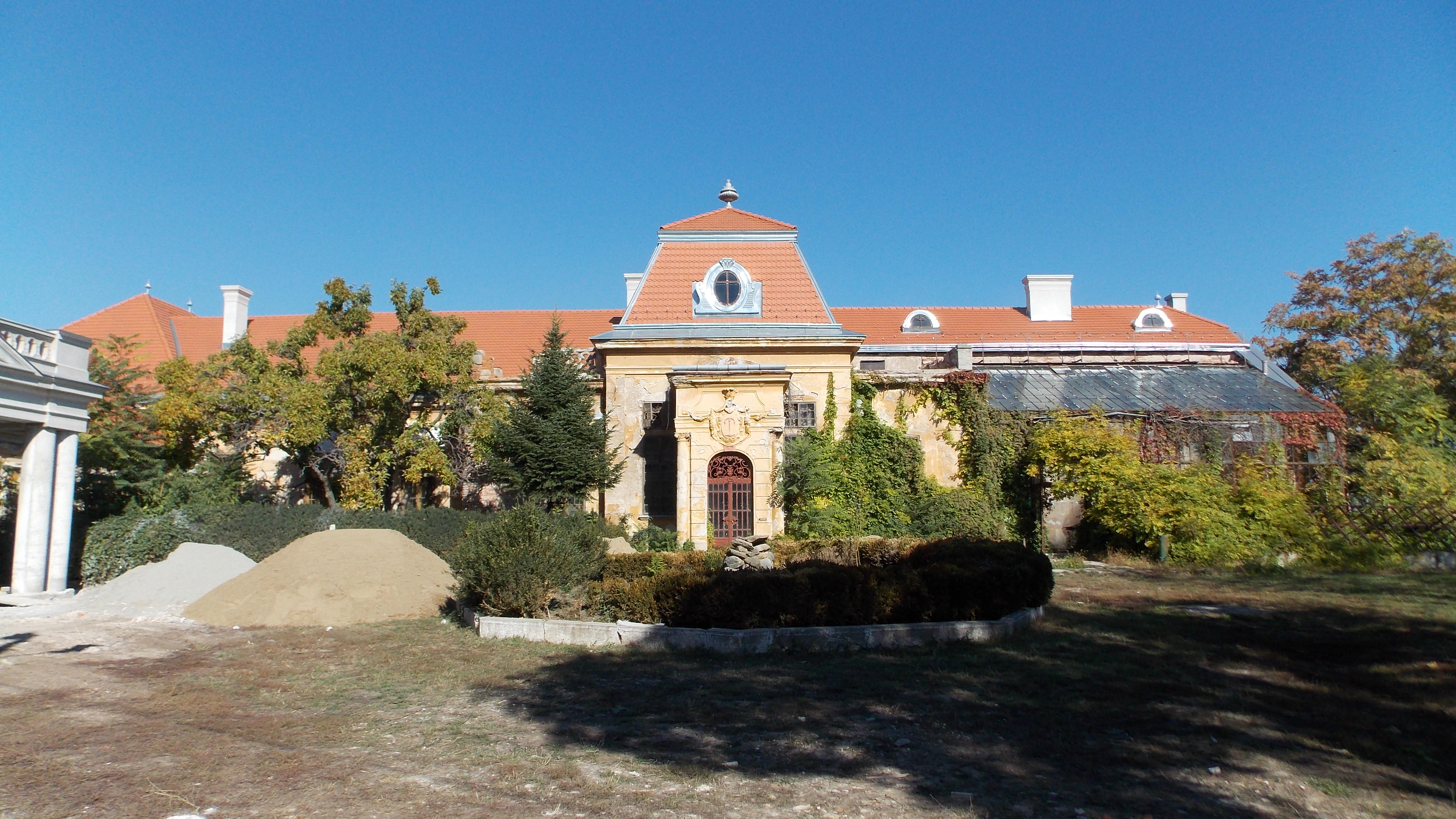
A Stubenberg-kastély

Székelyhíd nevét még a tatárjárás előtti időkben, 1217-ben említette először oklevél, mint a bihari vár székely fegyvereseit, és ekkor Lukács' nevű hadnagyukat is említik. Egy legenda szerint a székelyeket még a 10. század végén telepítették le itt az Ér hídjának őrzésére.
Oklevélben 1278-ban is említik Zekulhyd, majd 1325-ben Zekulhyda módon írva nevét.
A település első ismert birtokosa a Gutkeled nemzetségből származó Dorog fia Péter volt, az ő idejükben a településnek vámja is volt. A Dorogok utódai a 14. század végéig birtokolták a települést.
1402-ben a Zólyomy család tagjai; Zólyomy Márton mester és fiai I. Dávid és I. Lőrinc szerezték meg a települést, akik a 13. század végére az addig igénytelen kis falut várossá fejlesztették, mely hamarosan nagy fejlődésnek indult.
1417-ben a Zólyomyak Zsigmond királytól vásárjogot nyertek Székelyhídnak, majd hamarosan hetivásártartásra is jogot szereztek.
1460-ban pedig engedélyt kaptak arra is, hogy az Ér egyik szigetén fa- vagy kővárat építsenek, bástyákkal, falakkal, sáncokkal és más szükséges épületekkel együtt.

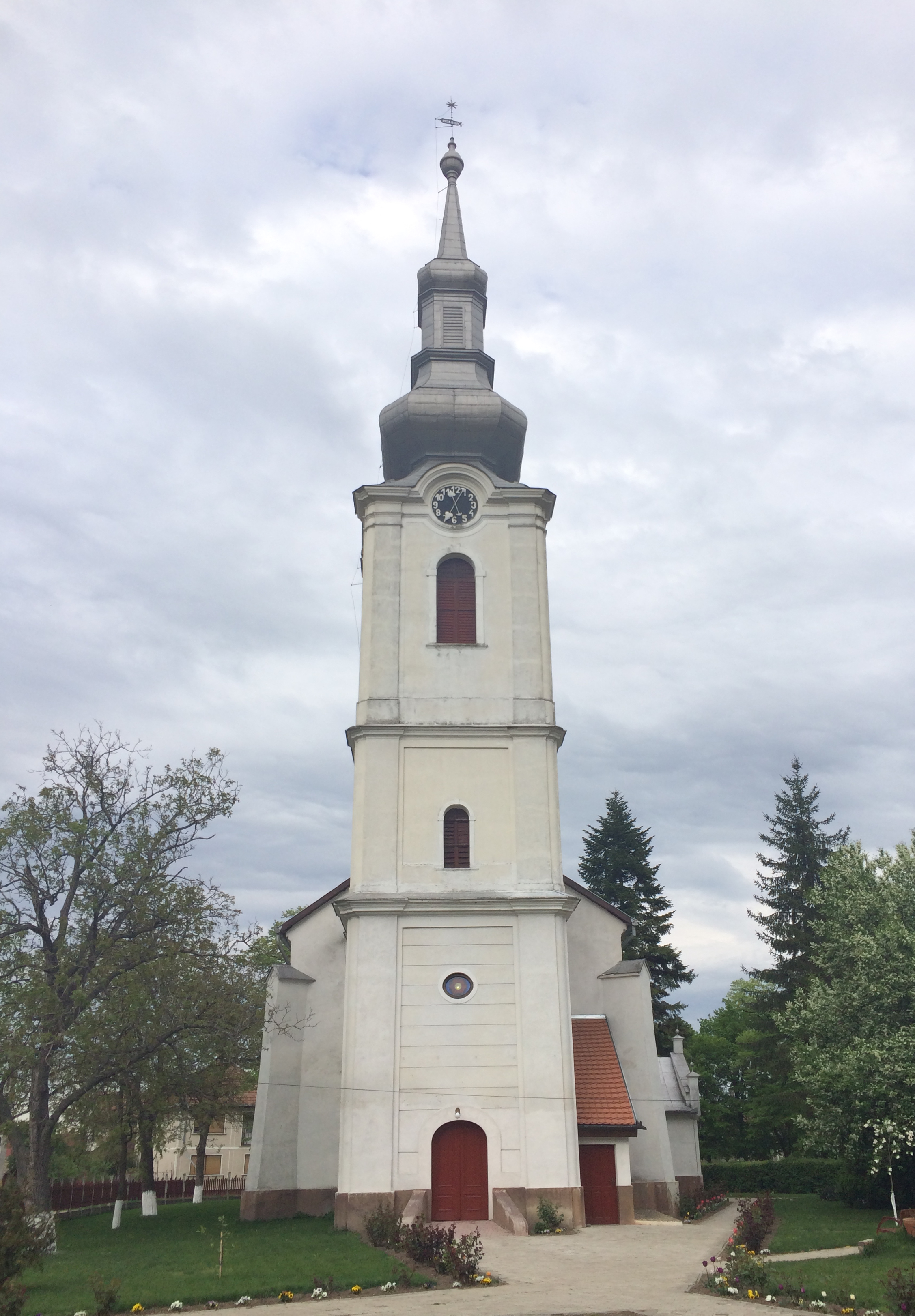
Református templom

1514-ben Dózsa seregei ostromolták és lerombolták, a birtokos Zólyomy család 4 tagját is megölték. A vár építése utáni évtizedben kezdték el a mai református templom építését, csúcsíves gótikus stílusban, az egykori Árpád-kori ősi román stílusú templom helyén.
A várat 1595-ben újjáépítették, majd 1630 és 1639 között megerősítették. 1661. augusztus 7-én a törökök elfoglalták és hatalmas pusztítást okoztak. 1664-ben a vasvári békében elrendelték lebontását, majd 1665-ben felrobbantották. Anyagából épült a Stubenberg-kastély, előtte áll a késő barokk római katolikus templom.
1698 szeptemberében az itteni gabonaház ellen intéztek támadást a szegénylegények.

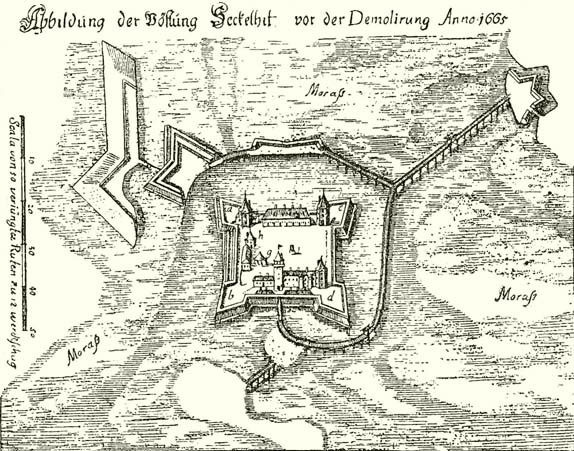
Székelyhíd egykori vára egy 1665-ös metszeten

1910-ben 5279 lakosából 5235 magyar volt. A trianoni békeszerződésig Bihar vármegye Székelyhídi járásához tartozott.
2002-ben társközségeivel együtt 12 395 lakosa volt, melyből 9000 magyar (72,6%), 2500 cigány és 895 román.
2011-ben 11 113 lakosa volt, ebből magyar 9825 (88,4%), román 684, cigány 590, egyéb anyanyelvű 13.
2004 márciusban várossá nyilvánították, majd júliusban új határátkelőt nyitottak a magyarországi Létavértes felé.

## Nevezetességei
- Millenniumi emlékmű, Turul-szobor[5]

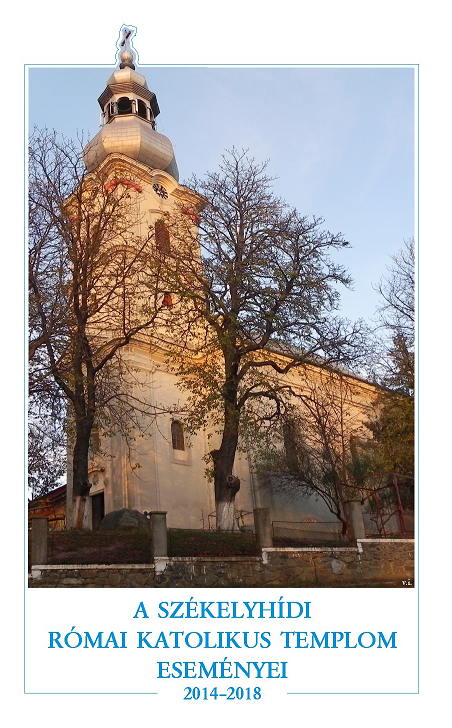
Tatai István: Székelyhídi Római Katolikus Plébánia eseményei 2014–2018

- A Székelyhíd-i borpincék: Székelyhídon a bortermelésre vonatkozó első feljegyzés a XVI. század végéről származik. A leghíresebb bortermelő gróf Stubenberg volt, aki kastélyának hatalmas pincéjében palackozta a bort. A kastély jelenleg építészeti műemlék, de nem látogatható. 2008-ban az önkormányzat kiépítette az úgynevezett „Bor Útját”, ahol az utca mindkét oldalán a helyi lakosok számos borpincéje található, közülük néhány 1790-ben épült. Székelyhídon több mint 200 földbe ásott borpince található.
- Érmelléki történelmi, régészeti és néprajzi gyűjtemény: Alakulóban lévő múzeum, a helyi múzeum és a Körösvidéki Múzeum birtokában lévő régészeti tárgyakból, valamint Wilhelm Sándor és Dr. Kéri István fogorvos néprajzi magángyűjteményeinek anyagából (halászati, vadászati eszközök, bútorzat, szerszámok stb).
- Római katolikus templom. A római katolikus műemlék plébániatemplomot 1764-1768 között építtette gróf Dietrichstein János földesúr, császári és királyi tanácsos volt, neobarokk stílusban, titulusa a Szeplőtelen Fogantatás. Plébánia rangra 1772-ben emeli báró Patachich Ádám. A templom szép barokk főoltárán az oltárkép a Szeplőtelen Fogantatást ábrázolja, a két díszes mellékoltára a Szent Kereszt és Szent Apollónia tiszteletére van szentelve. Egyedi, hogy a keresztúti stációk képei két hosszú táblába vannak sűrítve ifj. Bittenbinder János festőművész alkotása. A II. világháborúban megsérült templomtornyot Fekete József kanonok esperes, egykori plébánosa építtette újjá.
- A székelyhídi Szeplőtelen Fogantatás plébánia a Nagyváradi Római Katolikus Egyházmegye, Székesegyházi Főesperesség, Székelyhídi esperesi kerületéhez tartozik, plébánosa Kuglis Gábor.A templom búcsúja december 8-án, Szűz Mária Szeplőtelen Fogantatása ünnepnapján van, de augusztusban is tartanak búcsút, az egyházközség védőszentjének a magyarok Nagyasszonyának, Szűz Máriának szentelt Mária Királynő ünnepén is. Örökös szentségimádási nap: október IV. vasárnapja. A plébánia fíliája: Hegyközszentmiklós, az érmelléki dombok közti település, 6 km délre van, a kis számú katolikus híveknek egy házból alakítottak ki kápolnát, amelynek védőszentje a Boldogságos Szűz Mária. Érolasziba és Érköbölkútra csak alkalomszerűen, temetésre vagy beteg ellátásra jár ki a plébános. A templom külső falán fekete márvány, Rákóczi Ferenc emléktábla áll, a kuruc szabadságharcosok itteni táborozásának 300. évfordulójának emlékére, a templom kertjében a „legvitézebb huszár”, a napóleoni háborúk hőse, báró vitézvári Simonyi József óbester emléktáblája áll és egy szentségfülke, Szent János szobrával. 2018-ban a Székelyhídi Római Katolikus Plébánia eseményei 2014–2018 címmel, színes emlékkönyv jelent meg, írta és fényképezte Tatai István, Ozsváth József akkori plébános segítségével.

## Közlekedés
A települést érinti a Nagyvárad–Székelyhíd–Érmihályfalva–Nagykároly–Szatmárnémeti–Halmi–Királyháza-vasútvonal.

## Ismert emberek
- Itt élt a 18. században Angyaláky Miklós kereskedő. 1790 előtt adta ki Imádságos könyvecske, melyet a napkeleti anyaszentegyház Magyarországban lakó némely hiveinek lelki hasznokra című könyvet, amelyben fordítóként van feltüntetve; a fordító talán Szekeres Athanáz volt.[6]
- Itt született 1801. január 28-án Széky József régész
- Itt született 1877. június 10-én Farkas Gábor volt katona, építőmester, kőműves. Meghalt 1949-ben.
- Itt született 1878. december 6-án Tóth Lajos katolikus, majd református pap, tanár, újságíró, közíró, műfordító.
- Itt született 1928. március 9-én Tuduka Oszkár zenekritikus, közíró.
- Itt született 1928. augusztus 1-én Mészáros József könyvtáros, bibliográfus, irodalomtörténész.
- Itt született 1942. szeptember 9-én Mihály Gábor Kossuth-díjas szobrász.
- Itt született 1949. szeptember 15-én Tompa Z. Mihály elbeszélő, újságíró.

## Testvérvárosai
- Écaussinnes, (Belgium)
- Konyár, Magyarország
- Létavértes, Magyarország
- Szeged, Magyarország